# Stauracanthus boivinii
Stauracanthus boivinii es una planta  perteneciente a la familia de las fabáceas.

## Descripción
Arbustillo o arbusto muy espinoso perennifolio, hermafrodita, de hasta 1,5 m de alturam muy ramoso, intrincado cuando crece en terrenos secos y es ramoneado. Tallo y ramas más viejas con corteza parduzca, agrietada longitudinalmente. Ramas jóvenes verdes, angulosas, con costillas en forma de V invertida muy espaciadas, con pelos cortos, extendido-erguidos, blanquecinos. Ramillas del año glabrescentes, acabadas en espinas, simples, trifurcadas o pinnadas. "Hojas" o filodios muy pequeñas, escuamiformes, de linear-lanceolados a oval-lanceolados, espinescentes, de cuya axila nacen las ramillas. Flores solitarias sobre las ramillas laterales, formando racimos cortos, con pedicelo pubescente, corto (2-3 mm). Flores de 7-11 mm de largas. Cáliz bilabiado, amarillento, de 4-9 mm de largo, villoso-sedoso, con pelos blanquecinos. Labios unidos hasta 1/4 de longitud del cáliz, en un tubo de 1,2-1,7 mm; labio oval, bidentado en el ápice. Corola amariposada, amarilla; estandarte villoso-sedoso en el dorso; alas glabrescentes más cortas que el estandarte y que la quilla; quilla villoso-sedosa en el dorso, un poco más corta que el estandarte. El fruto es una legumbre, más larga que el cáliz persistente, cubierta de pelos blancos que pierde casi totalmente al madurar, su color primero es verde y luego negra, dehiscente. En su interior contiene (1) 2-4 semillas, ovoides, un poco comprimidas, pardo-verdosas o pardo-rojizas, lisas. Florece casi todo el año, pero principalmente en invierno y primavera. Fructifica en primavera y verano.

## Distribución y hábitat
Sudoeste de España (provincias de Cádiz, Huelva, y Málaga), sur de Portugal (Algarve, Bajo Alentejo y noroeste de África (Marruecos y Argelia). Es un endemismo ibero-mauritano. En Marruecos en la Península Tingitana, Rif central y occidental, alcornocales atlánticos de la Mamora, penillanuras del Gharb y extremo septentrional del Atlas Medio. En Argelia en montes litorales y sublitorales, llegando por el interior hasta los Montes de Tlemcen. Habita en bosques y matorrales sobre terrenos diversos, de baja y media montaña, en ambiente húmedo y subhúmedo. No tolera los suelos calizos.

## Citología
Números cromosomáticos de Stauracanthus boivinii  (Fam. Leguminosae) y táxones infraespecificos: 
n=72; 2n=c.144,
n=48,
n=48,72; 2n=144

## Sinonimia
- Leonhardia boivinii (Webb) Opiz in Lotos 7: 89 (1857)
- Nepa boivinii (Webb) Webb in Ann. Sci. Nat., Bot. ser. 3 17: 287 (1852)
- Ulex boivinii Webb, Iter Hisp. 49 (1838)
- Stauracanthus nepa Samp., Man. Fl. Portug. 220 (1911), nom. illeg.
- Ulex boivinii var. megalorites (Webb) Ball in J. Linn. Soc., Bot. 16: 402 (1878)
- Ulex boivinii var. narcisii Mauricio & Sennen , in sched., nom. nud.
- Ulex boivinii var. salzmannii (Webb) Ball in J. Linn. Soc., Bot. 16: 401 (1878)
- Ulex boivinii var. tazensis (Braun-Blanq. & Maire) Maire in Jahand. & Maire, Cat. Pl. Maroc 2: 362 (1932)
- Ulex boivinii var. webbianus (Coss.) Maire in Jahand. & Maire, Cat. Pl. Maroc 2: 362 (1932)
- Nepa ceballosi C.Vicioso ex Pau in Cavanillesia 5: 43 (1932), pro syn.
- Ulex ceballosi Pau in Cavanillesia 5: 43 (1932)
- Ulex cossonii (Webb) Nyman, Syll. Fl. Eur. 278 (1855)
- Leonhardia cossonii (Webb) Opiz in Lotos 7: 89 (1857)
- Nepa cossonii Webb in Ann. Sci. Nat., Bot. ser. 3 17: 287 (1852)
- Ulex escayracii (Webb) Nyman, Syll. Fl. Eur. 278 (1855)
- Leonhardia escayracii (Webb) Opiz in Lotos 7: 89 (1857)
- Nepa escayracii Webb in Lotos 17: 287 (1857)
- Leonhardia lurida (Webb) Opiz in Lotos 7: 89 (1857)
- Nepa lurida Webb in Ann. Sci. Nat., Bot. ser. 3 17: 286 (1852)
- Ulex luridus (Webb) Nyman, Syll. Fl. Eur. 278 (1855)
- Leonhardia megalorites (Webb) Opiz in Lotos 7: 89 (1857)
- Ulex megalorites (Webb) Willk. in Willk. & Lange, Prodr. Fl. Hispan. 3: 469 (1877)
- Nepa megalorites Webb in Ann. Sci. Nat., Bot. ser. 3 17: 287 (1852)
- Ulex narcisii f. pilosula Sennen, Diagn. Nouv. 185 (1936)
- Ulex narcisii Sennen, Diagn. Nouv. 185 (1936)
- Stauracanthus nepa f. escayracii (Webb) Samp., Man. Fl. Portug. 220 (1911)
- Stauracanthus nepa f. lurida (Webb) Samp., Man. Fl. Portug. 220 (1911)
- Stauracanthus nepa f. vaillantii (Webb) Samp., Man. Fl. Portug. 220 (1911)
- Stauracanthus nepa f. webbiana (Coss.) Samp., Man. Fl. Portug. 220 (1911)
- Ulex pilosula Mauricio & Sennen , in sched., nom. nud.
- Leonhardia salzmannii (Webb) Opiz in Lotos 7: 89 (1857)
- Ulex salzmannii (Webb) Willk. in Willk. & Lange, Prodr. Fl. Hispan. 3: 469 (1877)
- Nepa salzmannii Webb in Ann. Sci. Nat., Bot. ser. 3 17: 287 (1852)
- Ulex tazensis (Braun-Blanq. & Maire) Pau & Font Quer, Iter. Maroc. 1927 n°. 282 (1928), in sched.
- Ulex vaillantii var. escayracii (Webb) Cout., Fl. Portugal 324 (1913)
- Ulex vaillantii (Webb) Nyman, Syll. Fl. Eur. 278 (1855)
- Leonhardia vaillantii (Webb) Opiz in Lotos 7: 89 (1857)
- Nepa vaillantii Webb in Ann. Sci. Nat., Bot. ser. 3 17: 287 (1852)
- Ulex vidalii Pau in Butll. Inst. Catalana Hist. Nat. 25: 124 (1925)
- Leonhardia webbiana (Coss.) Opiz in Lotos 7: 89 (1857)
- Nepa webbiana (Coss.) Webb in Ann. Sci. Nat., Bot. ser. 3 17: 286 (1852)
- Ulex webbianus var. megalorites (Webb) Maire in Bull. Soc. Hist. Nat. Afrique N. 16: 29 (1925)
- Ulex webbianus var. tazensis Braun-Blanq. & Maire in Bull. Soc. Hist. Nat. Afrique N. 16: 29 (1925)
- Ulex webbianus Coss., Notes Pl. Crit. 32 (1849)[6]

## Nombre común
- Castellano: tojo[6]

## Galería

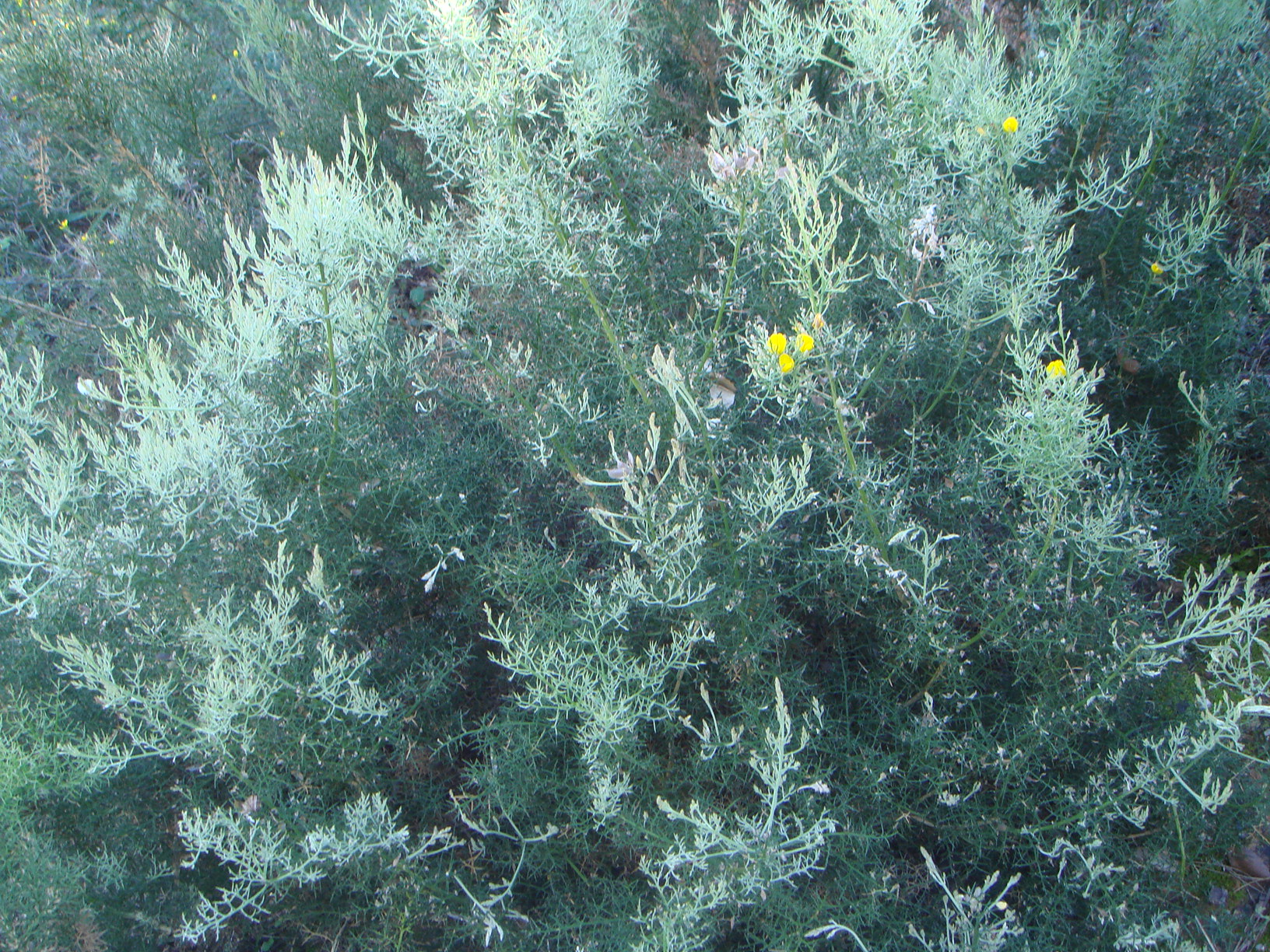
Habitus
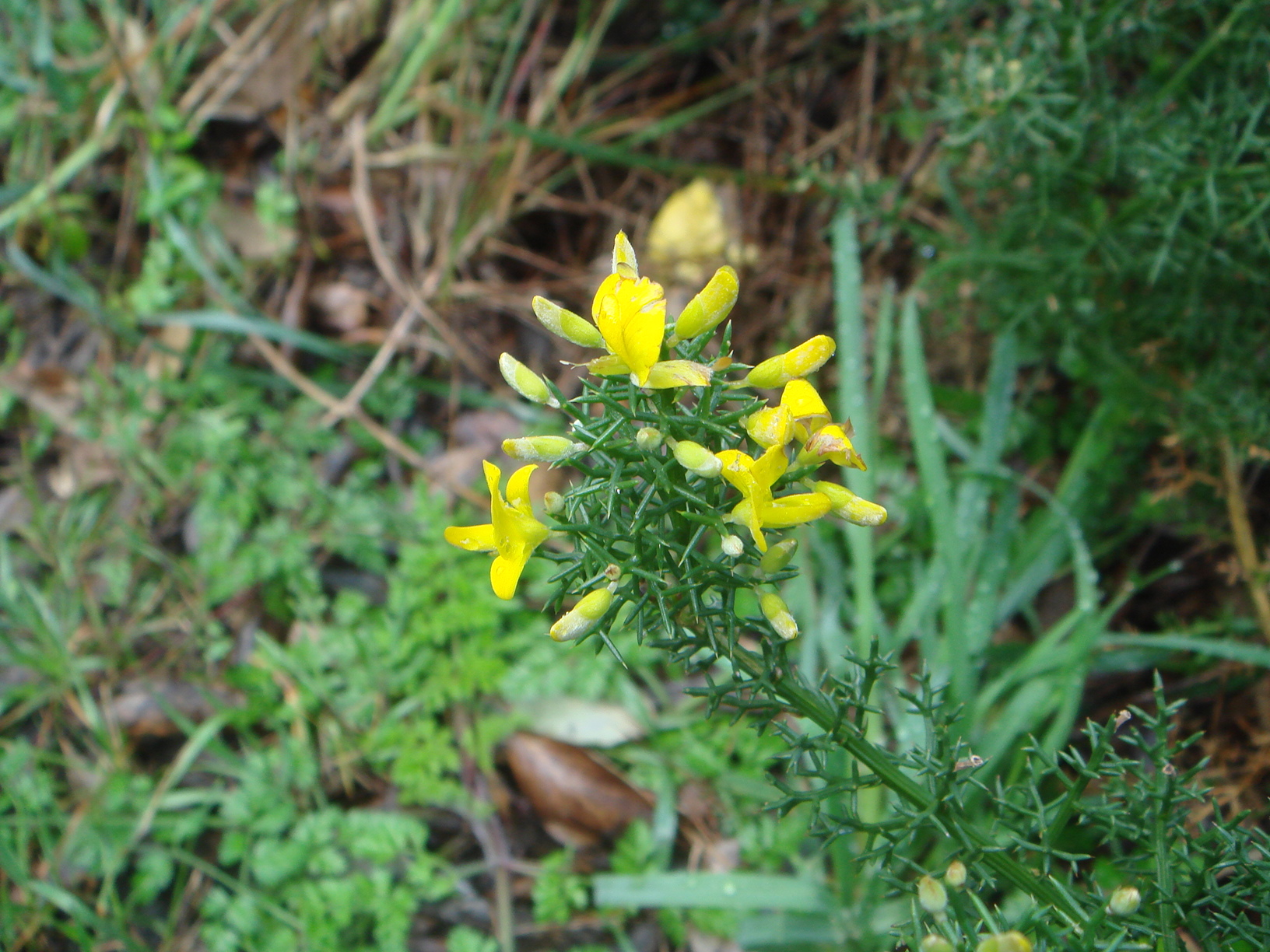
Flores
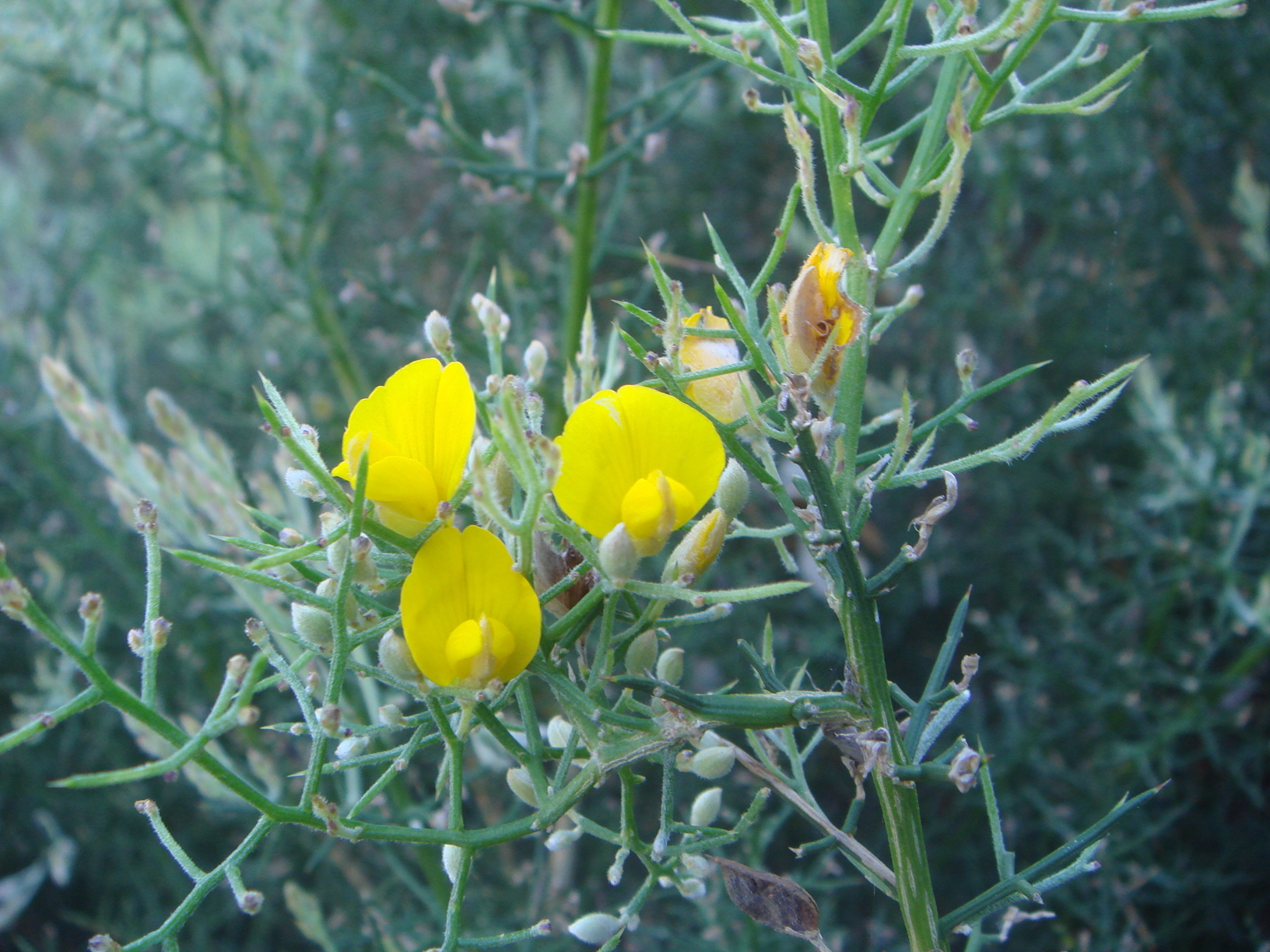
Flores

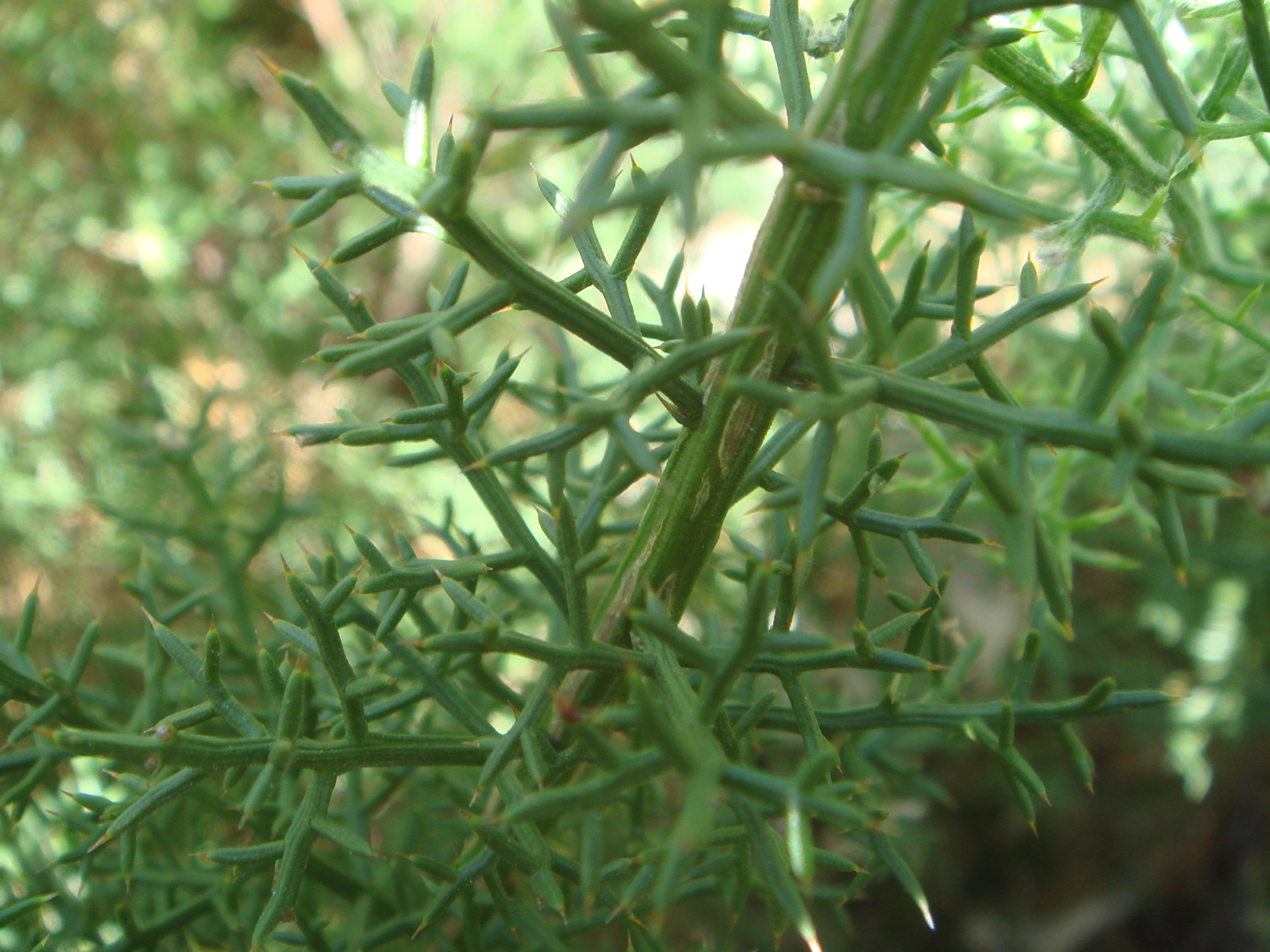
Caulis
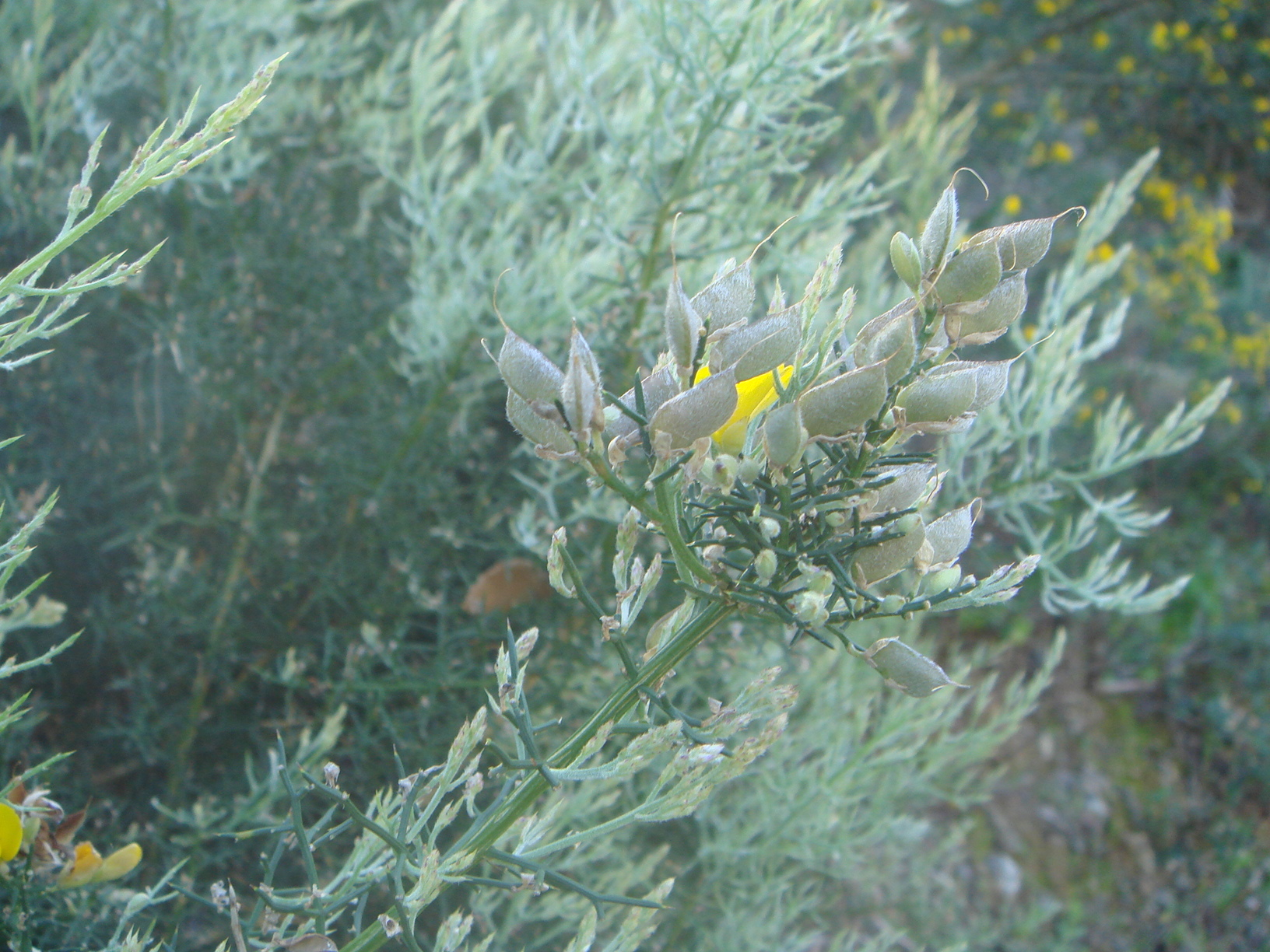
Fructus
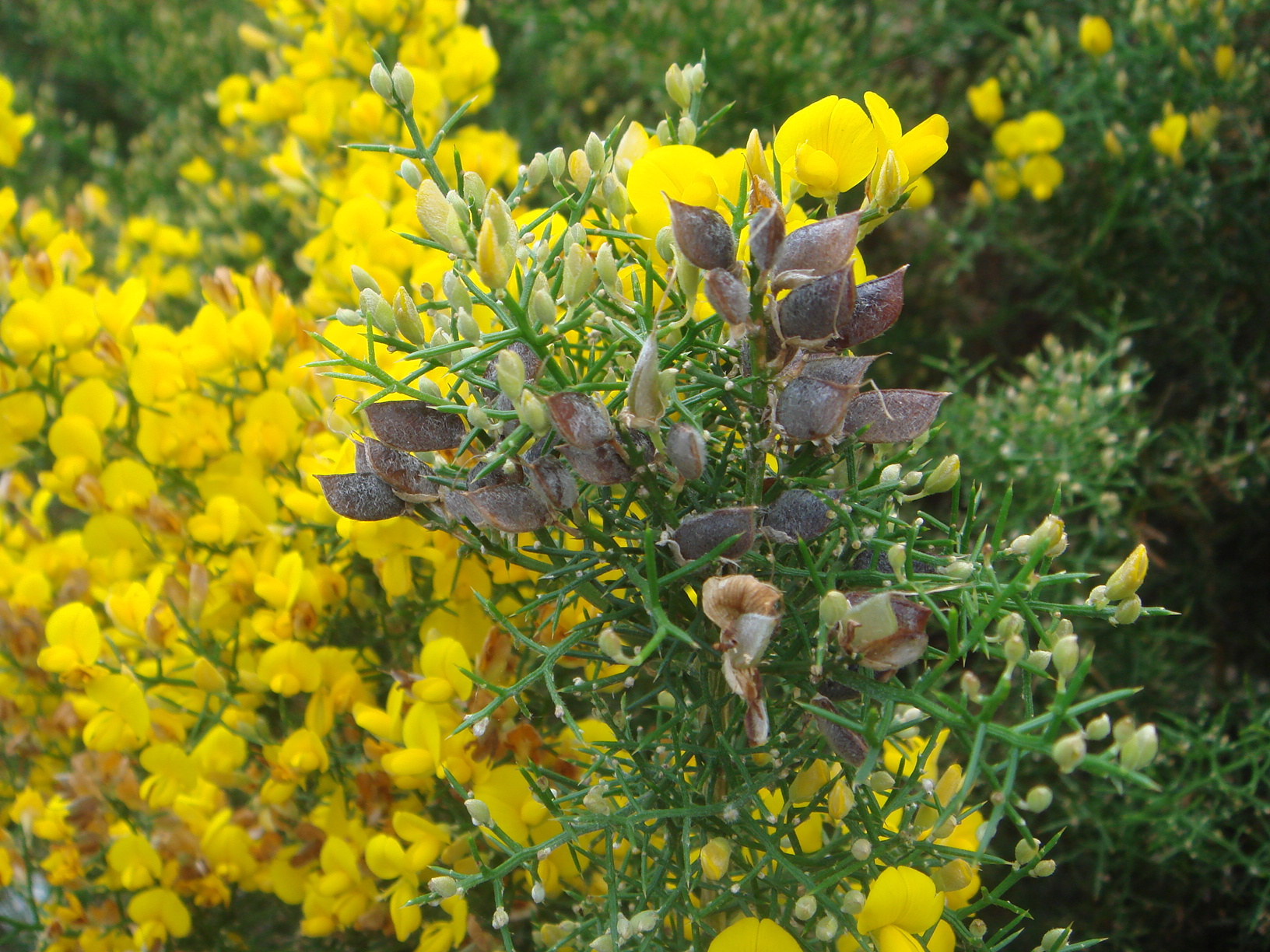
Flores et Fructus